# Bad Kreuzen
Bad Kreuzen là một đô thị ở huyện Perg thuộc bang Oberösterreich, Áo. Đô thị Bad Kreuzen có diện tích 39,9 km², dân số thời điểm năm 2006 là 2457 người.